# Roger Fabien
Pas d'image ? Cliquez ici

a Compétitions nationales et continentales officielles uniquement.

Roger Fabien, né le 25 mars 1945 à Espéraza (Aude), est un joueur français de rugby à XV, évoluant au poste de centre ou ailier.

## Biographie
Il commence sa carrière avec l’US Quillan puis joue au Rugby club toulonnais avant de finir sa carrière au RRC Nice. Il dispute deux finales du championnat de France en 1968 et 1971, auteur d’une cravate lors de la seconde finale sur Jack Cantoni. Il devient ensuite président de la commission sportive puis directeur sportif du Rugby club Toulonnais notamment lors de la saison 1992 avant-dernier titre du club.